# Пира (митология)
Вижте пояснителната страница за други значения на Пира.
Пира (на старогръцки: Πύρρα, Pyrrha) в древногръцката митология е дъщеря на Епиметей и Пандора и съпруга на Девкалион.
Тя се омъжва за първия си братовчед Девкалион, син на Прометей и те били единствените оцелели хора след потопа.
Когато Зевс решава да прекрати Златната епоха с големия Девкалионски потоп, Девкалион и Пира са единствените оцелели, понеже Прометей бил заповядал навреме на неговия син Девкалион, да построи един кораб.
След като потопът изтекъл и двойката спряла на Парнас, Девкалион попитал оракула на Темида, какво да се направи, за да има отново хора на земята. Тя му отговорила, той трябва да хвърля Костите на неговата майка през неговите рамена. След известна размисъл над този „съвет“ Пира разгадава, че „Майка“ е Гея, Земята, като майка на всички и че костите са камъни. И така те хвърляли камъни през техните рамена, от които при Пира ставали жени, а при Девкалион ставали мъже.
Пира и Девкалион имат шест деца, трима сина Елин, Амфиктион, Орестей и три дъщери
Протогенея, Пандора II и Тия.
Елин е прародител на „елините“, или гърците.